# Выкуп (фильм, 1956)
«Выкуп» (англ. Ransom!) — криминальная драма показывающая реакцию родителей, полиции и общественности на похищение людей. Авторы сценария Ричард Мэйбаум и Сирил Хьюм.

## Сюжет
Энди Стэннард — сын успешного бизнесмена Дэйва Стэннарда и его жены Эдит. Однажды директор школы, в которой учится мальчик, звонит родителям, чтобы сообщить, что медицинская сестра семейного врача забрала Энди домой из-за инфекции. Дэйв связывается с врачом и выясняет, что тот не давал подобных распоряжений. Осознав, что сын похищен, Дэйв незамедлительно обращается в полицию.
Начальник полиции Джим Баккет организует поисковую операцию и устанавливает дополнительную телефонную линию в доме Стэннардов, чтобы освободить основной номер для возможного звонка от похитителей. Вскоре в доме появляется журналист Чарли Телфер, но сталкивается с враждебным отношением Дэйва. Тем не менее, ему разрешают остаться.
Директор школы приходит в дом Стэннардов и пытается снять с себя ответственность за похищение, но это вызывает гнев Эдит, которая нападает на неё с кочергой. Врач вынужден ввести Эдит успокоительное, после чего она засыпает. В это время раздаётся звонок от похитителя. Преступник требует выкуп в размере 500 000 долларов и инструктирует Дэйва подтвердить согласие на сделку, если на следующем вечернем выпуске новостей популярный телеведущий появится в белом пиджаке. Полиция отслеживает звонок до телефонной будки и прибывает туда, найдя ещё тлеющую сигарету преступника.
Дэйв и его брат, а также бизнес-партнёр Эл, собирают требуемую сумму. Однако Телфер предупреждает Дэйва, что даже если он выплатит выкуп, это не гарантирует возвращения Энди живым, поскольку мальчик остаётся свидетелем преступления. Начальник полиции Баккет также выражает сожаление по поводу того, что родители зачастую соглашаются платить преступникам, так как это лишь провоцирует новые похищения.
На следующий день, вместо того чтобы следовать указаниям похитителя, Дэйв выходит в эфир того самого телешоу и выкладывает перед собой 500 000 долларов. В ярости он объявляет, что не будет платить выкуп, но предлагает эту сумму в качестве награды любому, кто поймает преступника, если Энди погибнет.
Опасаясь, что его могут обвинить в подстрекательстве к отказу от выплаты выкупа, Баккет требует от Дэйва письменного заявления, снимающего с полиции всю ответственность за принятое решение. Узнав, что её муж отказался заплатить деньги похитителям, Эдит приходит в ярость и теряет контроль над собой. Её вынуждены сдерживать, а затем выводят из дома.
На следующий день Баккет приносит Дэйву окровавленную футболку Энди, найденную в украденном автомобиле. Убеждённый, что его сын мёртв, Дэйв поручает своему адвокату создать фонд, который выплатит 500 000 долларов в качестве награды за поимку преступника. Опустошённый, он выходит в сад и садится рядом с детским фортом, который Энди строил со своими друзьями. Дэйв безутешно плачет, но вдруг перед ним появляется живой и невредимый Энди. Мальчик объясняет, что его окровавленная рубашка — результат укуса, который он нанёс похитителю, выдававшему себя за медсестру. Семья воссоединяется, а дворецкий благодарит Бога за счастливый исход.

## В ролях
| Актёр             | Роль                     |
| ----------------- | ------------------------ |
| Гленн Форд        | Дэйв Стэннард            |
| Донна Рид         | Эдит Стэннард            |
| Лесли Нильсен     | Чарли Телфер             |
| Хуан Эрнандес     | Чепмен                   |
| Роберт Кит        | начальник полиции Бэкетт |
| Ричард Гэйнс      | Лэндли                   |
| Мэйбл Альбертсон  | миссис Патридж           |
| Александр Скоерби | доктор Горман            |
| Бобби Кларк       | Энди Стэннард            |
| Эйнсли Прайор     | Ал Станнард              |
| Марта Лори        | Элизабет Стэннард        |
| Роберт Бертон     | Шериф Кессинг            |
| Хуанита Мур       | Ширли Лорейн             |